# 2011 블리자드 컵

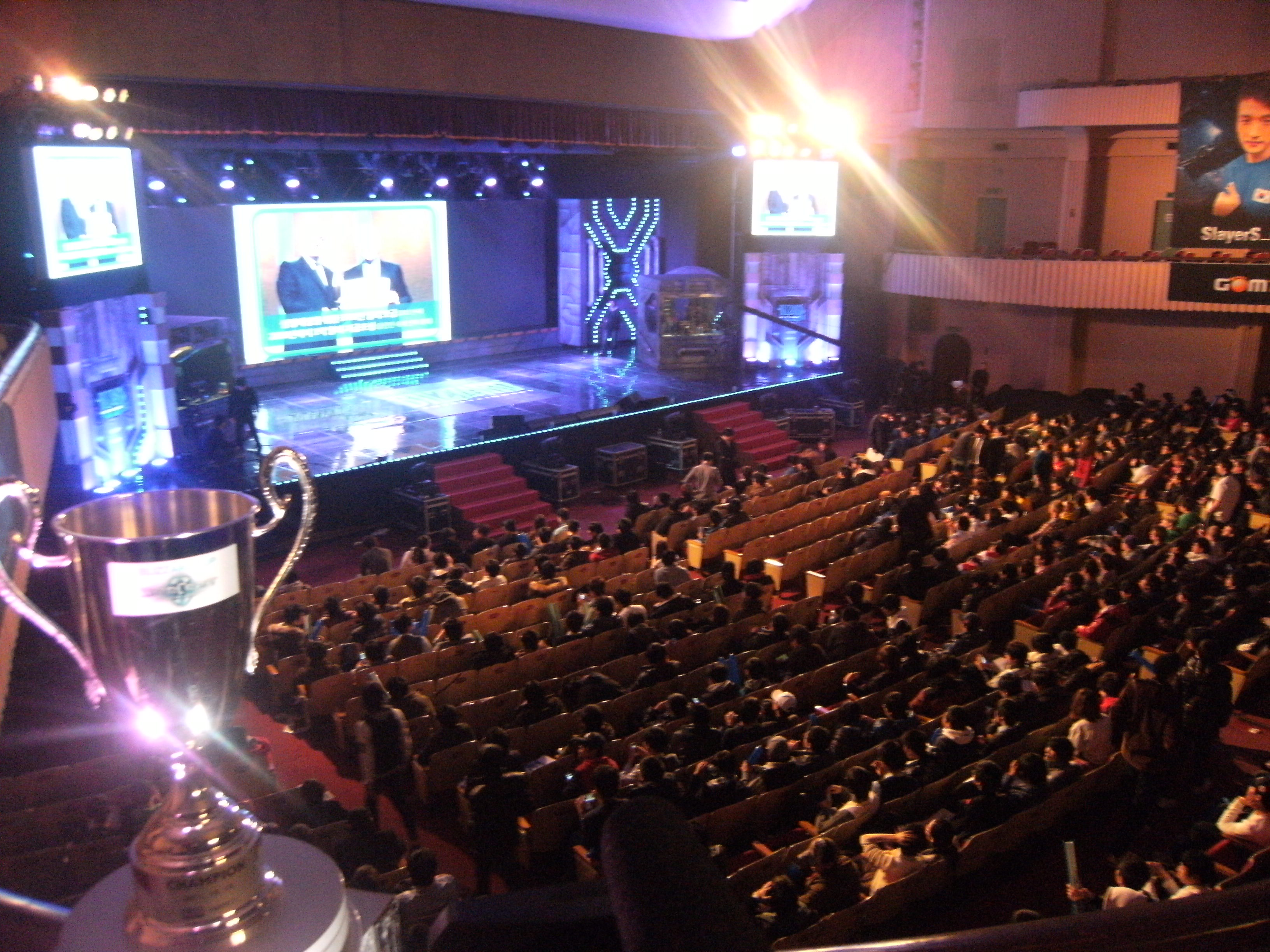
2011 블리자드 컵 결승전 세종대학교 문화홀

2011 블리자드 컵(2011 Blizzard Cup)은 2011년 GSL 시즌 투어를 결산하는 대회로 12월 10일부터 17일까지 1주일간 치러졌으며 결승전은 세종대학교 대양홀에서 치러졌다. 출전선수는 GSL 포인트 랭킹 1~3위와 각종 해외 우승자 혹은 준우승자로 구성되며 총 10명이 출전했다.

## 대진조

### 10강

#### A조
| 선수          | 승 | 패 | 진출여부             |
| ------------- | -- | -- | -------------------- |
| 박수호        | 3  | 1  | 4강진출              |
| 정종현        | 3  | 1  | 6강진출(vs 최성훈)   |
| 장민철        | 2  | 2  | 6강진출(vs 이동녕)   |
| Ilyes Satouri | 2  | 2  | 승자승에서 져서 탈락 |
| 송현덕        | 0  | 4  | 탈락                 |

#### B조
| 선수           | 승 | 패 | 진출여부           |
| -------------- | -- | -- | ------------------ |
| 문성원         | 5  | 1  | 4강진출            |
| 이동녕         | 4  | 2  | 6강진출(vs 장민철) |
| 최성훈         | 3  | 3  | 6강진출(vs 정종현) |
| 임재덕         | 1  | 3  | 탈락               |
| Johan Lucchesi | 0  | 4  | 탈락               |

### 6강
장민철 3:1 이동녕
| 1경기 | 장민철 | 3  | 1  | 이동녕 |
| ----- | ------ | -- | -- | ------ |
| 1세트 | 장민철 | 승 | 패 | 이동녕 |
| 2세트 | 장민철 | 승 | 패 | 이동녕 |
| 3세트 | 장민철 | 패 | 승 | 이동녕 |
| 4세트 | 장민철 | 승 | 패 | 이동녕 |
| 5세트 | 장민철 | ·  | ·  | 이동녕 |

정종현 3:1 최성훈
| 2경기 | 정종현 | 3  | 1  | 최성훈 |
| ----- | ------ | -- | -- | ------ |
| 1세트 | 정종현 | 승 | 패 | 최성훈 |
| 2세트 | 정종현 | 승 | 패 | 최성훈 |
| 3세트 | 정종현 | 패 | 승 | 최성훈 |
| 4세트 | 정종현 | 승 | 패 | 최성훈 |
| 5세트 | 정종현 | ·  | ·  | 최성훈 |

### 4강
박수호 3:2 장민철
| 1경기 | 박수호 | 3  | 2  | 장민철 |
| ----- | ------ | -- | -- | ------ |
| 1세트 | 박수호 | 승 | 패 | 장민철 |
| 2세트 | 박수호 | 패 | 승 | 장민철 |
| 3세트 | 박수호 | 패 | 승 | 장민철 |
| 4세트 | 박수호 | 승 | 패 | 장민철 |
| 5세트 | 박수호 | 승 | 패 | 장민철 |

문성원 3:0 정종현
| 2경기 | 문성원 | 3  | 0  | 정종현 |
| ----- | ------ | -- | -- | ------ |
| 1세트 | 문성원 | 승 | 패 | 정종현 |
| 2세트 | 문성원 | 승 | 패 | 정종현 |
| 3세트 | 문성원 | 승 | 패 | 정종현 |
| 4세트 | 문성원 | ·  | ·  | 정종현 |
| 5세트 | 문성원 | ·  | ·  | 정종현 |

### 결승
박수호3:4문성원
| 결승  | 박수호 | 3  | 4  | 문성원 |
| ----- | ------ | -- | -- | ------ |
| 1세트 | 박수호 | 패 | 승 | 문성원 |
| 2세트 | 박수호 | 패 | 승 | 문성원 |
| 3세트 | 박수호 | 패 | 승 | 문성원 |
| 4세트 | 박수호 | 승 | 패 | 문성원 |
| 5세트 | 박수호 | 승 | 패 | 문성원 |
| 6세트 | 박수호 | 승 | 패 | 문성원 |
| 7세트 | 박수호 | 패 | 승 | 문성원 |

우승 : 문성원
준우승 : 박수호

## 논란

### 출전권 변경 논란
2011 블리자드 컵 출전권이 GSL 포인트 랭킹 10위까지 가능하던 것이, 선수들과의 협의 없이 포인트 랭킹 3위로 제한되고 각종 해외 대회 우승/준우승자로 변경된 것에 대해 논란이 있다. GSL Oct에서 일찌감치 블리자드 컵 출전권을 확보하고 있던 정종현이 임재덕을 상대로 3:2로 이기고 나서 승자인터뷰에서 "연말 블리자드컵을 기대하고 있던 선수들의 허탈감이 생각보다 크다", "상금도 줄어들었다"며 곰TV 측에 대회 출전권이 변경된 데에 대한 해명을 요구하였다. 곰TV측은 이에 대해서 아무런 해명을 하지 않았다.

### 요한 루세시 논란
MLG 프로비던스에서 준우승을 차지해 블리자드 컵 출전권을 확보한 요한 루세시 선수가 블리자드 컵 1일차 9경기 임재덕과의 경기에서 경기 시작 직후 턱을 괴고 임재덕의 본진에 7탐사정 러쉬를 하고 막히자 GG를 선언한 데에 프로 답지 않았다는 비판이 있다. 이에 대한 자세한 내용은 요한 루세시 문서 참조.

## 갤러리

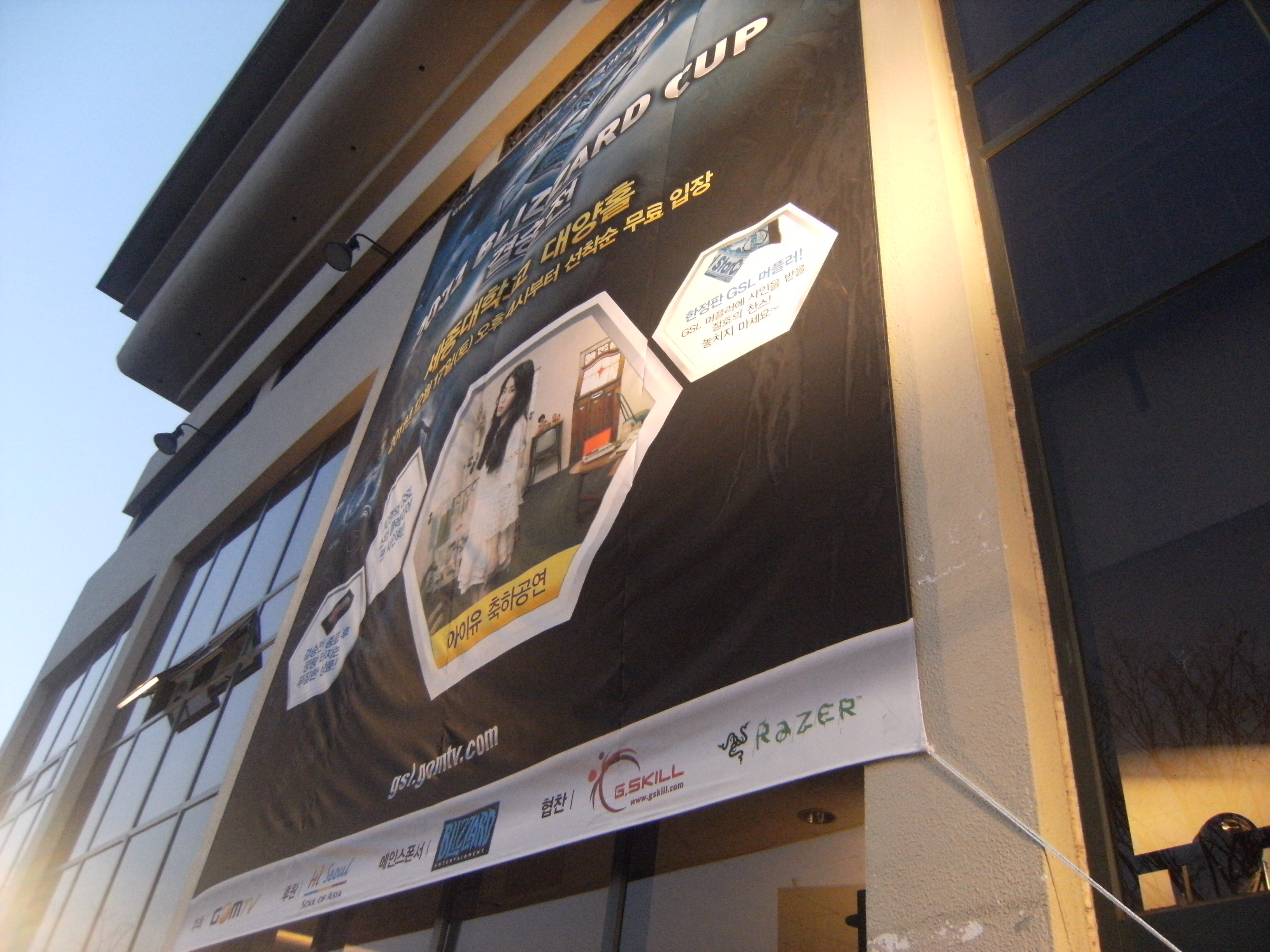
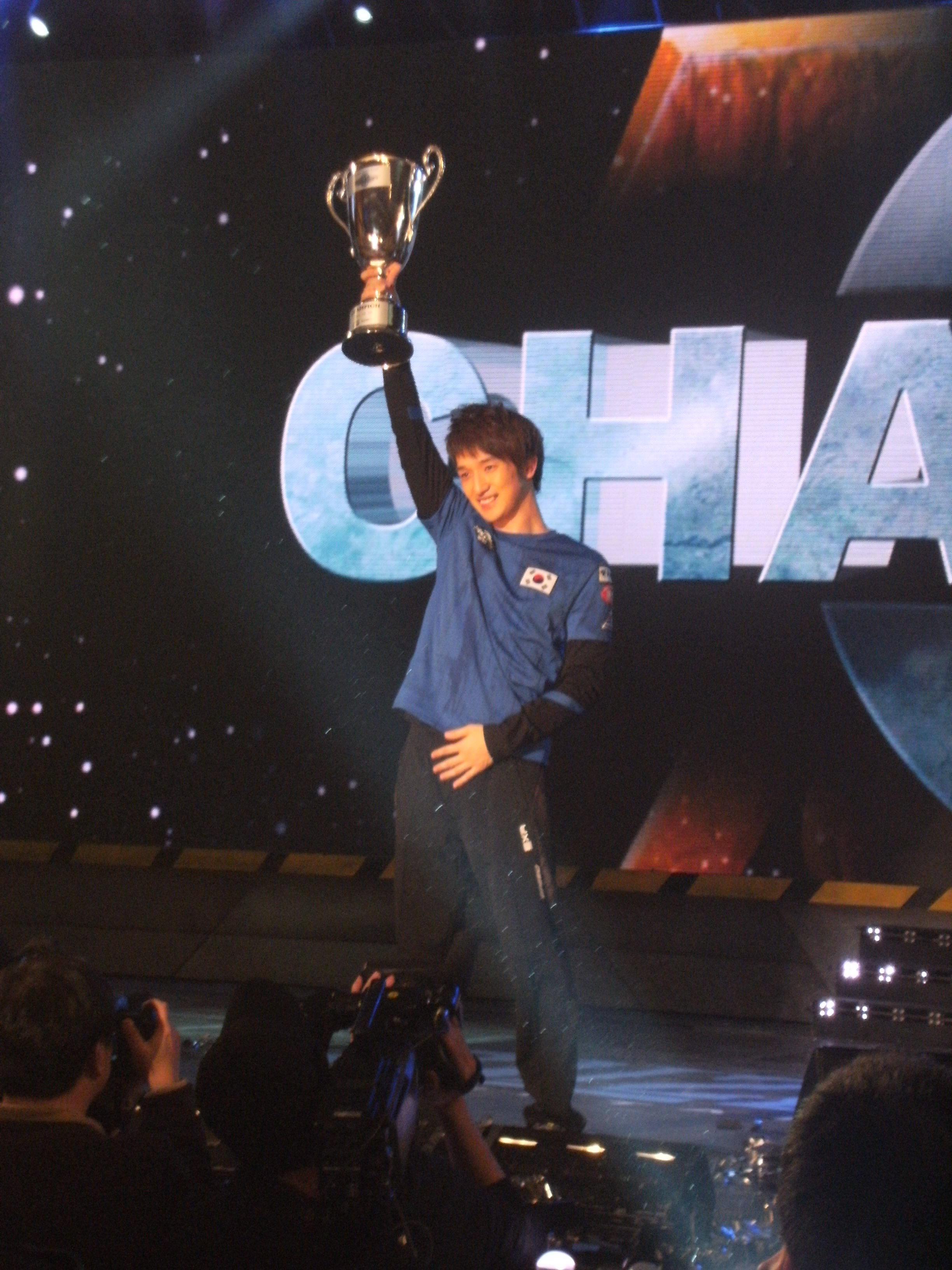
승리 후 우승컵을 들어 올려보고 있는 문성원 선수